# Miluo
Miluo är en stad på häradsnivå som lyder under Yueyangs stad på prefekturnivå i Hunan-provinsen i södra Kina. Den ligger omkring 67 kilometer norr om provinshuvudstaden Changsha. 